# Stegosaurides
Stegosaurides — сомнительный род динозавров-тиреофор, окаменелые остатки которого были найдены в меловых отложениях группы Xinminbao в провинции Ганьсу, Китай.

## Открытие и виды
В 1930 году шведский палеонтолог Адрес Бохлин (Anders Birger Bohlin) во время шведско-китайской экспедиции под руководством Свена Гедина раскопал окаменелости в местности Hui-Hui-Pu, между горными хребтами Heishan и Ku’an-t’ai-shan на западе провинции Ганьсу. Обнаруженный материал был очень фрагментарным и включал два позвонка длиной около одиннадцати сантиметров и основание кожного шипа.
Типовой и единственный вид, Stegosaurides excavatus, был официально описан Болином в 1953 году. Родовое название образовано от родового названия известного тиреофора Stegosaurus и греческого суффикса -eides, имеющего значение «имеющий форму» или «схожий», в связи с предполагаемым сходством с позвонками стегозавра. Видовое название отсылается к двум большим углублениям по обе стороны от основания позвонка.

## Филогения
Бохлин отнёс Stegosaurides к стегозаврам, однако более поздние авторы предполагали, что род следует рассматривать как неопределённого анкилозавра. Окаменелости напоминают позвонки обеих групп наличием сильно выступающих диапофизов, но больше похожи на анкилозавров умеренно высокими остистыми отростками.
Неопределённость в отношении точного возраста отложений, в которых были обнаружены фоссилии, усложняет определение родственных связей. Обычно их датируют ранним меловым периодом, когда существовали как стегозавры, так и анкилозавры, но иногда — поздним меловым периодом, когда стегозавры, вероятно, уже вымерли.